# Los Angeles Emmy Awards
Los Angeles Emmy Awards son una ceremonia de premios organizada por la Academia de Artes y Ciencias de la Televisión (ATAS) en reconocimiento a la excelencia televisiva en el área metropolitana de Los Ángeles.

## Detalles
Son los únicos Emmy regionales presentados directamente por la ATAS; todos los demás Emmy regionales del país son concedidos por cada sección regional de la organización hermana de la ATAS, la Academia Nacional de las Artes y las Ciencias de la Televisión (NATAS).
Este premio es el sucesor de las tres primeras ceremonias de los premios Emmy celebradas entre 1949 y 1951, en las que sólo se premiaban los programas producidos o emitidos en la zona de Los Ángeles.
La ATAS también concede el premio Los Angeles Area Governors Award, que se concede por logros excepcionales y constantes a lo largo de un periodo de años, o en reconocimiento de una única contribución destacada.